# 후지마쓰촌
후지마쓰촌(富士松村)은 아이치현 헤키카이군에 설치되었던 촌이다. 현재의 가리야시 북부에 해당한다.